# Haverhill (Florida)
Haverhill és una població dels Estats Units a l'estat de Florida. Segons el cens del 2000 tenia 1.454 habitants.

## Demografia
Segons el cens del 2000, Haverhill tenia 1.454 habitants, 537 habitatges, i 392 famílies. La densitat de població era de 984,9 habitants/km².
Dels 537 habitatges en un 38,2% hi vivien nens de menys de 18 anys, en un 56,1% hi vivien parelles casades, en un 11,5% dones solteres, i en un 27% no eren unitats familiars. En el 19,6% dels habitatges hi vivien persones soles el 4,3% de les quals corresponia a persones de 65 anys o més que vivien soles. El nombre mitjà de persones vivint en cada habitatge era de 2,71 i el nombre mitjà de persones que vivien en cada família era de 3,12.
Per edats la població es repartia de la següent manera: un 26,3% tenia menys de 18 anys, un 6,7% entre 18 i 24, un 32,1% entre 25 i 44, un 24,8% de 45 a 60 i un 10,2% 65 anys o més.
L'edat mediana era de 37 anys. Per cada 100 dones de 18 o més anys hi havia 99,3 homes.
La renda mediana per habitatge era de 50.652 $ i la renda mediana per família de 53.167 $. Els homes tenien una renda mediana de 31.100 $ mentre que les dones 28.375 $. La renda per capita de la població era de 24.503 $. Entorn del 6,3% de les famílies i el 8,3% de la població estaven per davall del llindar de pobresa.

## Poblacions més properes
El següent diagrama mostra les poblacions més properes.